# Родоський морський закон
Родоський морський закон (лат. Lex rhodia de iactu, буквально «Родоський закон щодо товарів, що викидаються з корабля» або «Родоський закон про аварії») — звичаєве морське право, що виникло в античні часи, можливо на острові Родос і пізніше було інкорпороване до законодавства різних країн, зокрема Римської та Візантійської імперії.
Історики досі дискутують щодо природи цього права — чи виникло воно в результаті розробки спеціального законодавчого акту, чи являє собою збірку морських звичаїв та практик під спільною назвою. Головною особливістю норм Родоського морського закону було те, що вони регулювали не тільки майнові питання, які відносяться до фрахтування судів та перевезення, перевантаження і зберігання вантажів, але й визначали порядок викидання комерційного вантажу (iactus mercium) в разі небезпеки на море (так звана загальна аварія) та розподіл аварійних збитків між судновласником і власником вантажу. По суті поняття загальної аварії в сучасному морському праві майже не відрізняється від того, яке було надане Родоським морським законом.
Норми Родоського морського закону напряму застосовувалися в міжнародній торгівлі аж до XV століття.

## Опис
Ризики, пов'язаний з мореплавством, є центральним елементом і стрижнем морських відносин. Ризики при мореплавстві виникали як внаслідок дії природної стихії, так і внаслідок людських вчинків або бездіяльності. Так званий «Родоський морський закон» став відомим і набув широкого вжитку в античні і середньовічні часи завдяки тому, що він містив норми, які врегульовували розподіл морських ризиків серед учасників морських перевезень.
Родоський морський закон не дійшов до нас у вигляді окремого збірника або кодексу і відомий переважно завдяки нормам морського права, які під цією назвою (лат. Lex rhodia de iactu або грец. Νόμος Ροδίων Ναυτικός) включались в інші, більш широкі кодифікації. Вчені не прийшли до єдиної думки, чи існував колись Родоський морський закон у вигляді окремого збірника норм поза кодифікаціями, що включали його у вигляді своєї складової.

## Історія

### Походження законів і зв'язок з островом Родос
Назва Родоський морський закон робить пряму відсилку до острова Родос. Цей острів здавна населяли відомі морські народи, перші поселення на ньому були засновані ще фінікійськими і ахейськими мореплавцями. Торговий флот острова Родос грав помітну роль в грецькі, елліністичні, римські і особливо в візантійські часи. Тож виникнення розвинутих норм морського торгового права саме на цьому острові не було б несподіванкою. Проте не зберіглось жодних історичних підтверджень існування на Родосі якихось специфічних звичаєвих чи кодифікованих норм морського права. Усі збірники правових норм під назвою «Родоський морський закон» відомі під такою назвою лише в якості складової більших кодифікацій римського та візантійського періодів. Родоський морський закон, швидше за все, був набором норм та практик морського звичаєвого права, прийнятим у східному Середземномор'ї, що пізніше стало хорошою відправною точкою для створення кодифікованих збірників римських і візантійських часів. Проте існує і протилежний погляд, згідно якого Родоський морський закон існував як узгоджений набір морських норм в окремому документі, незалежно від пізніших кодифікованих збірників.

### Родоський морський закон в Стародавньому Римі

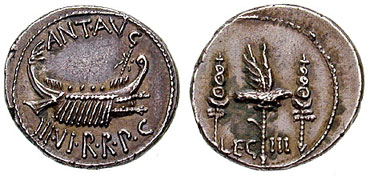
Римський корабель на денарії Марка Антонія. 32 р. до н. е.

Розквіт римського морського судноплавства та торгівлі вимагав наявності правового регулювання численних спірних ситуацій, які виникали під час мореплавства та морської торгівлі. Хоча римляни були відомі своєю юридичною винахідливістю, правовою логікою, формуванням, створенням та тлумаченням права відповідно до практичних потреб, навряд чи вони були першими творцями норм морського права, оскільки вони не були настільки відомими мореплавцями, як сучасні їм фінікійці або елліни. Римляни продовжили подальший розвиток морського права шляхом створення нових інститутів, насамперед у формі договорів про перевезення вантажів морем (лат. locatio-conductio operis faciendi), а також шляхом створення нових процесуальних засобів, які визначали відповідальність надавача морської послуги та захисту інтересів користувачів таких послуг (пасажирів). З римського права ці норми пізніше були перенесені у право Візантії.
Родоський морський закон користувався значним авторитетом і був важливою складовою давньоримського jus gentium (права народів). Найбільш значущі інститути Родоського морського закону увійшли під назвою «De lege Rhodia de iactu» в XIV книгу (Lib. XIV, tit. 2) Дигест зі Зведення цивільного права Юстиніана. З самих Дигест відомий випадок, коли імператор Антонін на запит до нього Евдемона Нікомеда (Eudemon Nicomedeo) про пріоритетність застосування різних суперечливих норм вказав, що у випадку різних трактувань, норми Родоського морського закону повинні мати пріоритет відносно інших римських законів (Диг. XIV, 2, 9).
Інститути родоського морського права справили важливий вплив на формування інституту давньоримських сумлінних консенсусних контрактів і, відтак, на формування сучасного морського торгового права.

### Родоський морський закон у Візантії

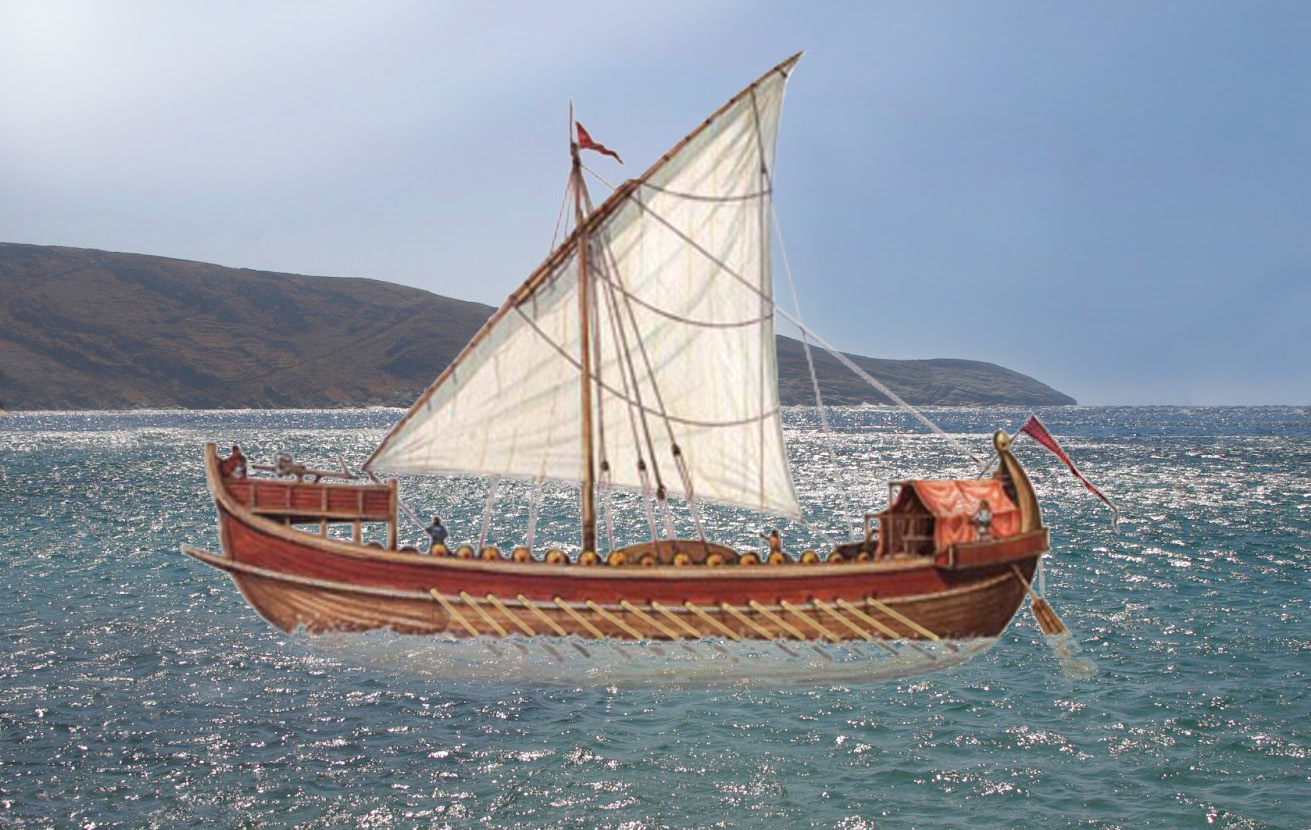
Невеликий візантійський дромон з опису Лева IV Мудрого

У Візантії морські перевезення вважались небезпечними, а вкладення коштів у кораблі доволі ризикованими і ненадійними. На морі відбувались військові зіткнення з арабами, постійно нависала загроза піратських нападів, крім того, у Візантії довгий час дотримувались «берегового права», що робило безталанних мореплавців і їхніх пасажирів беззахисними. У портах обрізали канати і крали якорі. І все ж, незважаючи на ці "різноманітні нещастя, ромеї надавали перевагу морському транспорту, а не перевезенням не менш небезпечними і точно вже більш дорогими сухопутними дорогами. Якби не існувало морського сполучення, чимало регіонів на суші були б відрізані один від одного, і, що більш важливо, від столичного Константинополя. Протягом сторічь Візантія виживала саме завдяки морським шляхам.
В організації торгівлі у VII—IX ст. відбулися істотні зміни. Головні полягали в тому, що вона перейшла до рук менш заможних, ніж колись, середніх і дрібних підприємців. Одночасно посилюється децентралізація товарообміну. Власник корабля часто стає і капітаном, і торговцем. Він перевозить вантажі і пасажирів, виходить ловити рибу, а часом не гребує навіть морським розбоєм. До цього часу відноситься і фінансування торговельних поїздок у складчину, з отриманням в майбутньому визначеної частки прибутку. Такі професійні об'єднання називалися кінонії — «товариства».
У практику широко входить зведення правил — «Морський закон» (грец. Νόμος ναυτικός), в основі якого лежали положення «Родоського морського закону», який регулював усе — фрахт (оренду) судна, відповідальність судновласника, склад і обов'язки команди, частки її прибутку, правила поведінки на борту, аварійні ситуації.

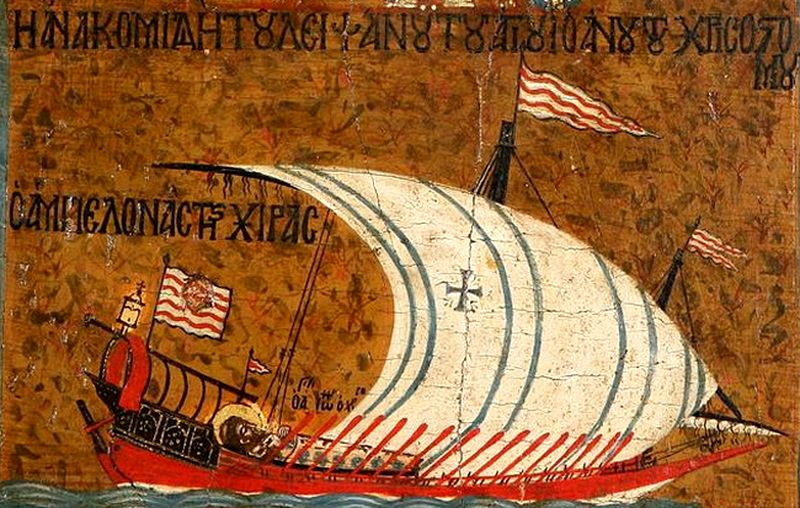
Візантійський дромон. Середьовічна фреска

Як правило, купці — емпори, які займалися морською, в тому числі міжнародною, торгівлею, не були судновласниками, а лише супроводжували свій товар: відповідно до закону, капітан судна-навклір і емпор виступали як дві незалежні особи, що вступають між собою в договірні відносини. У житійній літературі нерідко згадується торговець, який, бажаючи винайняти корабель для перевезення вантажу, прямував до найближчої гавані і без проблем знаходив потрібне йому судно.
Перед початком плавання пасажир-епіват і власник корабля обговорювали всі умови спільного підприємства. Вони скріплювали їх писемною угодою — чартером, тобто морським договором між судновласником і фрахтувальником (наймачем) на оренду всього судна або його частини на визначений рейс або термін. До чартеру входили питання про плату власнику корабля і морякам-навтам, про зберігання вантажу екіпажом корабля і міру відповідальності за втрату вантажу, про скидання майна епівата під час аварії корабля або шторму, причому останнє питання вирішувалося загальним голосуванням, попередньо, перед відплиттям. Так само перевірку корабля перед завантаженням здійснював сам емпор, який не повинен був вантажити важкі речі на старе судно. Окремо оговорювалася втрата транспортованих грошей — власник корабля відповідав за їхню п'яту частину, а якщо вантаж був особливо цінним, складався з золота, перлів, шовку — за десяту частину вартості товару. З метою дотримання правил безпеки пасажирам заборонялося смажити рибу і рубати дрова на борту, однак кожному надавалася денна порція води, а також дозволялося купувати їжу в парасхарита — корабельного кока. Детально розроблене законодавство намагалося врахувати будь-які деталі, щоб упорядкувати цю найважливішу сферу підприємництва, яка активно розвивалася. Лише неписане «берегове право» було єдиним, чого закон не міг змінити: судно, що потерпіло аварію, якщо його не розбивало море, неодмінно ставало здобиччю місцевих жителів, які відразу розтягували все аж до обшивки.

Норми Родоського морського закону були включені в «Еклогу» (лат. Ecloga Basilicorum), збірник візантійського законодавства у вигляді компіляції з Зведення Юстиніана, виданий за часи імператора-іконоборця Льва III Ісавра в 726 році (за іншими даними — в 740-х роках).

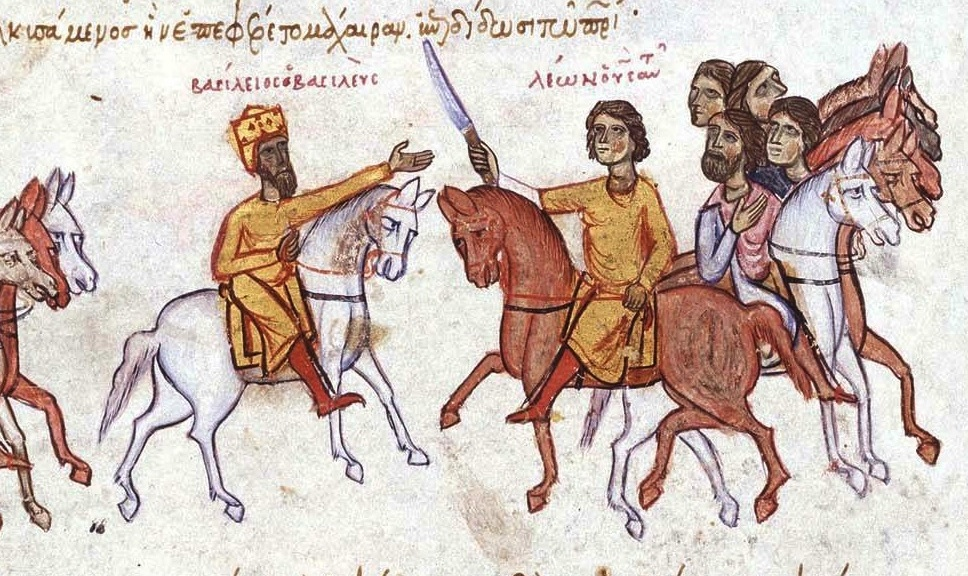
Василій Македонянин і Лев Мудрий

За часів імператорів Візантії Василія І Македонянина і Льва VI Мудрого законодавчі збірники часів імператорів-іконоборців не користувались популярністю. Були проведені нові великі кодифікаційні роботи щодо переробки Зведення Юстиніана і близько 890 року було видано «Базилікі» (лат. Basilica), або «царські закони», що були покликані замінити застарілі і складні для розуміння збірники Кодексу Юстиніана, а також викласти норми права не латиною, яка вийшла з загального ужитку в Візантії, а офіційною в державі грецькою мовою. Базиліки діляться на 60 книг, зібраних у 6 томах, звідки і його назва — Шестикнижжя (Έξάβιβλος). У Базиліках величезний правовий матеріал, що відносився до публічного (державного), канонічного і приватного права було розташовано більш компактно і послідовно, ніж у Зведенні Юстиніана. Книга 53 (LIII) Базилік, яка регламентувала відносини мореплавства (в тому числі і торговельного) містила норми морського права під назвою «Νόμος Ροδίων Ναυτικός» (Родоський морський закон). Важливо зазначити, що норми Родоського морського закону у викладенні Базилік значно відрізнялись від їх викладення в Дигестах Юстиніана і містили багато нових норм (новел). З кінця XII в. Базиліки стали єдиним чинним зводом візантійського права.
Родоський морський закон (VII—X ст.)
13. Якщо підніметься на корабель пасажир, маючи золото чи щось інше коштовне, він повинен передати самому навкліру, а якщо той, хто не зробить цього, заявить: «Золото чи срібло в мене пропало», ця заява жодного значення не має. Навклір же і моряки, які разом пливуть, нехай принесуть присягу [у тому, що не брали цінностей].
17. Якщо хто внесе на потреби товариства золото чи срібло спеціально для участі в товаристві з морської торгівлі й у договорі обумовить термін дії товариства, і якщо той, хто одержує золото чи срібло, не поверне після закінчення терміну отриманого позикодавцю, і якщо після цього трапиться, що цінності загинуть від вогню чи розбійників, або аварії корабля, то власник золота не повинен мати збитку і має одержати своє цілком…
20. При фрахтуванні корабля повинні мати силу закону законним чином укладені письмові угоди…
22. Навклір нехай не бере із собою нічого, крім води, їстівних припасів і канатів, у яких корабель має потребу…
34. Якщо корабель повезе полотнину і плаття, навклір повинен надати шкіряні покривала, щоб товар не постраждав під час бурі від хвиль, якщо [трюм] корабля наповниться водою, навклір нехай негайно оголосить тим, хто має товар на кораблі, щоб вони здійснили перекладку товару…
39. Якщо корабель, навантажений пшеницею чи вином, або маслиновою олією з волі навкліра і моряків, що спустили вітрила, причалить до місцевості чи берега проти бажання купця, і якщо відбудеться загибель корабля, вантаж же і товар будуть врятовані, купець не повинен брати участь у покритті збитків внаслідок загибелі корабля…
43. Якщо корабель захоплений бурею і доведеться вдатися до скидання вантажу в море, і якщо розірвані будуть реї й упадуть щогли, і кермо, і якорі, і човники повинні ввійти до загального підрахунку при розкладці збитків, разом з тим слід врахувати і вартість корабля і врятованих речей.

### Родоський морський закон в Європі
На тих землях в Європі, які в ранньому середньовіччі залишались під владою або під впливом Візантії, Родоський морський закон часто залишався або нормами прямої дії, або лягав в основу місцевого морського законодавства. Оскільки саме на таких, принаймні формально підлеглих Візантії, територіях зародились більшість відомих середньовічних морських торгових республік — Амальфі, Гаета, Анкона, Рагуза і Венеція, не дивно, що норми Родоського закону набули поширення у всьому середземноморському басейні. Знаменитий Морський кодекс Амальфі XI ст. багато в чому базувався на нормах Родоського морського закону, а в Південній Італії, після відокремлення її від Візантії, Родоське морське право продовжувало діяти до XV століття.

## Сучасне морське право
Аспект солідарності у розподілі морських ризиків, що був сформульований у Родоському морському законі, все ще формує основний принцип сучасного морського права. Однак в сучасному законодавстві, відшкодування збитків зазвичай розподіляється не пропорційно, а визначається відповідно до внутрішніх (експертно визначених) стандартів страхування.